# Plagiochila palangiensis
Plagiochila palangiensis är en bladmossart som beskrevs av S.C.Srivast., K.K.Rawat et P.K.Verma. Plagiochila palangiensis ingår i släktet bräkenmossor, och familjen Plagiochilaceae. Inga underarter finns listade i Catalogue of Life.